# Feröer a 2019-es rövid pályás úszó-Európa-bajnokságon
Feröer a skóciai Glasgow-ban megrendezett 2019-es rövid pályás úszó-Európa-bajnokság egyik részt vevő nemzete volt, melyen egy férfi és két női sportolóval képviseltette magát.

## Eredmények

### Férfi
| Versenyző     | Versenyszám | Előfutam | Előfutam | Előfutam | Elődöntő | Elődöntő | Elődöntő | Döntő   | Döntő    |
| Versenyző     | Versenyszám | Idő      | Hely.    | Össz.    | Idő      | Hely.    | Össz.    | Idő     | Helyezés |
| ------------- | ----------- | -------- | -------- | -------- | -------- | -------- | -------- | ------- | -------- |
| Róland Toftum | 50 m mell   | 28,58    | 10.      | 45.      | kiesett  | kiesett  | kiesett  | kiesett | kiesett  |
| Róland Toftum | 100 m mell  | 1:03,63  | 9.       | 43.      | kiesett  | kiesett  | kiesett  | kiesett | kiesett  |

### Női
| Versenyző                | Versenyszám | Előfutam | Előfutam | Előfutam | Elődöntő | Elődöntő | Elődöntő | Döntő   | Döntő    |
| Versenyző                | Versenyszám | Idő      | Hely.    | Össz.    | Idő      | Hely.    | Össz.    | Idő     | Helyezés |
| ------------------------ | ----------- | -------- | -------- | -------- | -------- | -------- | -------- | ------- | -------- |
| Var-Erlingsdo Eidesgaard | 100 m gyors | 57,81    | 7.       | 56.      | kiesett  | kiesett  | kiesett  | kiesett | kiesett  |
| Var-Erlingsdo Eidesgaard | 200 m gyors | 2:02,99  | 5.       | 40.      |          |          |          | kiesett | kiesett  |
| Var-Erlingsdo Eidesgaard | 400 m gyors | 4:21,05  | 9.       | 41.      |          |          |          | kiesett | kiesett  |
| Var-Erlingsdo Eidesgaard | 800 m gyors | 8:52,11  | 4.       | 24.      |          |          |          | kiesett | kiesett  |
| Signhild Joensen         | 50 m hát    | 29,37    | 9.       | 31.      | kiesett  | kiesett  | kiesett  | kiesett | kiesett  |
| Signhild Joensen         | 100 m hát   | 1:01,56  | 9.       | 31.      | kiesett  | kiesett  | kiesett  | kiesett | kiesett  |
| Signhild Joensen         | 200 m hát   | 2:14,66  | 7.       | 23.      |          |          |          | kiesett | kiesett  |